# Agrostis eriantha
Agrostis eriantha là một loài thực vật có hoa trong họ Hòa thảo. Loài này được Hack. mô tả khoa học đầu tiên năm 1904.